# Волчьи праздники
Во́лчьи пра́здники (болг. Вълчи празници, гаг. Canavar yortuları, рум. Ziua lupului) — в болгарской народной мифологии период с 3, 5, 7, 9 или 10 дней (в зависимости от региона), который почитается в честь волков. В календарных терминах этот период чаще всего связан с осенне-зимними праздником — днём Архангела Михаила, но в южной Болгарии он отмечается в дни Святок, в других местах (Медвен, Средец, Вресово и др.) на Трифонов день (1—3 февраля). В Западной Болгарии волчий праздник известен в день Куделицы (11—16 ноября или 21 ноября). В Средних Родопах до 1920—30-х годов, каждый первый день месяца праздновали «зава̀лька» (за волка).
В некоторых местах в Болгарии святой Мина считается покровителем волков, потому что волчий праздник начинается 11 ноября, в день святого.
Широко признано, что самый опасный день этих праздников — последний. Его называют Куцулан, Натлапан, Клекутсан, по имени самого опасного волка, единственного, которого считают мифическим лидером стаи, но кто не идет с ним.
Восприятие волка как опасного для человека и живых товаров предопределяет ритуалы во время волчьих праздников — выполняется ряд ритуальных практик и соблюдается ряд запретов для защиты людей и домашнего скота от волков. Во время этих праздников на произнесение слова «волк» наложено табу — оно не произносится. Соблюдаемые запреты в основном касаются домашнего труда женщин — они не должны работать с шерстью, острыми предметами (нож, ножницы, расческа, игла) потому что они напоминают волчьи зубы. Ножницы не пользуются, чтобы не раскрыть челюсти волка. Накануне праздника ножницы крепко связываются и прячутся, чтобы ребенок случайно их не открыл. Это касается и складных ножей и всех подобных предметов.
Считается, что в течение этого периода не следует изготавливать одежду (особенно мужскую), потому что тот, кто носит такую одежду, будет съеден волками. Известный мотив состоит в том, как женщина зашила верхнюю одежду своего мужа во время волчьих праздников. И когда он пошёл в лес за дровами, на него напал волк, который оторвал участок от его плеча и ушёл.
В некоторых местах в Болгарии женщины вымазывают грязь вокруг очага и у дверей, а также у дверей в сараи, и это действие сопровождается завораживающим диалогом (как в «Мышинные праздники») — чтобы замазать (ослепить) глаза и пасть волка. Иногда это сопровождается словами: «Да му залепя устата, да му залепя очите, да му залепя краката». В Западной Болгарии (Чупрене, Стакевци, Доктор Йосифовои т. д.) во время Трифунци (на первом Трифунце — 1 февраля) носится ритуальный пирог, на пластиковом украшении которого изображена корзина овец и крупного рогатого скота, на воротнике стоит «настороженный» мастер, а вокруг корзины — волки. Этот пирог выкуривают и помещают в корм для скота, чтобы защитить его от волков.
В течение этого периода также не выбрасывают пепел из очага (считается, что волки едят или облизывают угли); люди избегают выходить на улицу после захода солнца.

## У гагаузов
Волчьи праздники (гаг. джанавар йортулары) отмечались несколько дней: c 11 по 16 ноября — 3 дня непостных и 3 дня постных — в Вулканештском районе; с 12 по 15 ноября — 2 дня непостных и 2 дня постных — в Чадыр-Лунгском районе. Ритуальные действия этих дней состояли из действий предохранительной и имитативной магии. В эти дни женщины не работали, не трогали острых вещей: ножниц, игл, ножей, — чтобы волки не напали на отару овец. Чтобы волки не нападали на людей, — не прикасались к шерсти, не пряли, не стирали, не шили, в особенности мужскую одежду.
Особенно почитался третий день — «день хромого волка» (топал джанавар йортусу). В гагаузском фольклоре сохранилась древняя легенда, согласно которой некогда человеку удалось победить хромого волка, якобы посланного богом съесть человека. Данная легенда широко известна, она включена в энциклопедический справочник «Мифы народов мира».